# ميرتشا أكسينتي
ميرتشا أكسينتي (بالرومانية: Mircea Axente)‏ (مواليد 14 مارس 1987 في تولتشيا) هو لاعب كرة قدم روماني يجيد اللعب كمهاجم يلعب حاليا لنادي بوتوشاني .
لعب سابقاً في نادي الفيصلي السعودي .

## وصلات خارجية
- ميرتشا أكسينتي على موقع قاعدة بيانات كرة القدم.إي يو (الإنجليزية)
- ميرتشا أكسينتي على موقع Soccerway.com (الإنجليزية)
- ميرتشا أكسينتي على موقع عالم كرة القدم.نت (الإنجليزية)